# Hans Süssmuth

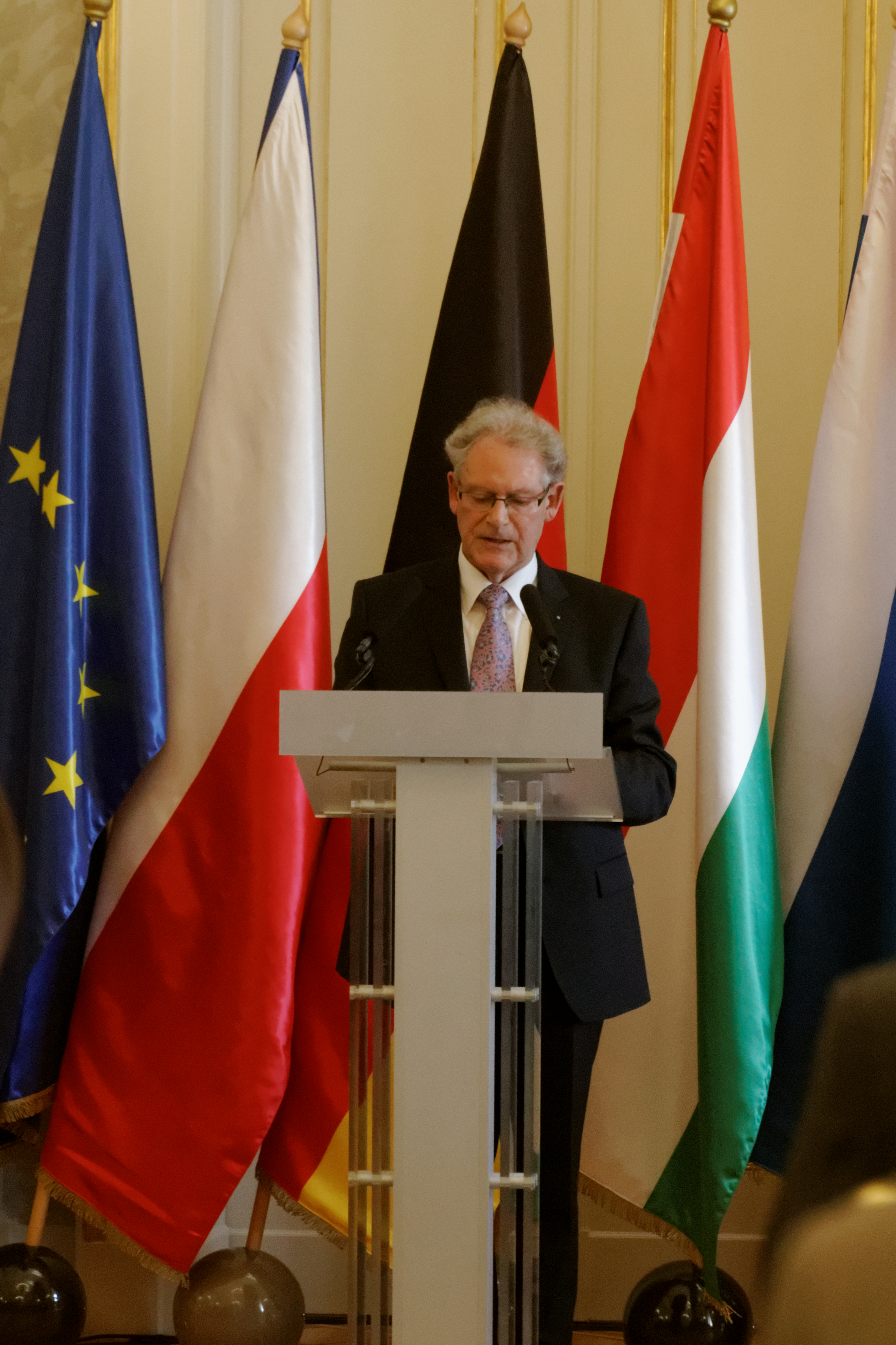
Hans Süssmuth im Juni 2013 bei der Verleihung des Adalbert-Preises in Budapest im Sándor-Palais

Hans Georg Süssmuth (* 4. März 1935 in Emsdetten; † 26. September 2020 in Neuss) war ein deutscher Historiker, Geschichtsdidaktiker, Verleger und Stiftungsvorstand.

## Frühe Jahre und Ausbildung
Hans Süssmuth legte 1955 sein Abitur am Humanistischen Gymnasium Arnoldinum in Burgsteinfurt ab.
Er studierte Rechtswissenschaft, Geschichtswissenschaft, Philosophie und Lateinische Philologie an den Universitäten Freiburg und Münster. Nach Ablegung des Ersten Staatsexamens (1962) in Geschichte, Philosophie und Latein wurde er vom Rektor der Universität Münster mit der Aufgabe eines Tutors des Studentenwohnheims Thomas-Morus-Kolleg betraut. Heimleiter war der damalige Privatdozent Hans Küng. 1963/1964 war er zum Abschluss seiner Dissertation Stipendiat der Fritz Thyssen-Stiftung.

## Karriere
1964 und 1965 arbeitete er als Referendar an Gymnasien in Burgsteinfurt und Münster. Nach der Promotion 1965 legte er in demselben Jahr auch das Zweite Staatsexamen (Assessorexamen) ab. Es folgten drei Jahre als Wissenschaftlicher Assistent des Historischen Instituts der Pädagogischen Hochschule Osnabrück am Lehrstuhl von Ernst Weymar. 1968 wurde er zum Akademischen Rat ernannt.
Lehraufträge führten ihn 1968 und 1969 an die Pädagogische Hochschule Ruhr. 1969 erhielt er zwei Rufe nach Baden-Württemberg, die er nicht annahm. 1969 nahm er einen Ruf an die Pädagogische Hochschule Rheinland, Abteilung Neuss, auf den Lehrstuhl für Neueste Geschichte und Didaktik der Geschichte an.
1970 bis 1972 war er Mitglied des Senats der Pädagogischen Hochschule Rheinland und 1972 bis 1974 Dekan der Pädagogischen Hochschule Rheinland, Abteilung Neuss.
1974 erhielt er einen Ruf an die Pädagogische Hochschule Berlin, den er nicht annahm. 1974 und 1975 engagierte er sich als Mitglied des Fachausschusses Geschichte des Landes NRW.
Von 1974 bis 1976 war er Rektor der Pädagogischen Hochschule Rheinland mit den Abteilungen Aachen, Bonn, Köln, Neuss und Wuppertal. 1978 wurde er erneut zum Dekan der Pädagogischen Hochschule Rheinland, Abteilung Neuss, gewählt, mit dem Auftrag, die Zusammenführung mit der Universität Düsseldorf durchzuführen.
Als die Pädagogische Hochschule 1980 in der Heinrich-Heine-Universität aufging, übernahm Hans Süssmuth dort am Historischen Institut den Lehrstuhl VII für Neueste Geschichte und Didaktik der Geschichte. 1980 bis 1990 kooperierte er mit dem Social Studies Development Center der Indiana University Bloomington (Indiana, USA). 1982 war er dort Gastprofessor.
1984 wurde er zum Dekan der Philosophischen Fakultät der Universität Düsseldorf gewählt. Er erweiterte die Philosophische Fakultät um das Asien-Institut mit dem Schwerpunkt Modernes Japan und um das Institut für Medienwissenschaften. 1995 etablierte er die Reihe Düsseldorfer Medienwissenschaftliche Vorträge und 1998 die Reihe Düsseldorfer Kommunikations- und Medienwissenschaftliche Studien gemeinsam mit Vittoria Borsò und Rudolf Heinz. Von 1986 bis 1988 war er Mitglied des Senats der Universität Düsseldorf. 2000 war er Gastprofessor an der Karlsuniversität Prag.

## Ehrenämter
Nach der Emeritierung übernahm Hans Süssmuth ehrenamtliche Aufgaben. 2000 etablierte er die Neue Folge der Jahrbücher der Heinrich-Heine-Universität Düsseldorf mit einem neuen Konzept. Er redigierte die Jahrgänge 2000 bis 2010.
2008 startete er die Initiative, gemeinsam mit Detlev Riesner, H. Jörg Thieme und Winfried Hamel, den Wissenschaftsverlag der Heinrich-Heine-Universität, die düsseldorf university press GmbH zu gründen. Geschäftsführer sind Dieter Häussinger, Hans Süssmuth und Wolfgang Teubig.
Von 2001 bis 2015 war Hans Süssmuth Mitglied der Jury des Journalistenpreises Pro Ehrenamt – Hermann Wilhelm Thywissen-Preis des Rhein-Kreises Neuss.
Von 2008 bis 2016 war er Mitglied des Vorstands des Forums Archiv und Geschichte Neuss e. V.
Als Sprecher des Vorstands der 1989 gegründeten Adalbert-Stiftung Krefeld leitete Hans Süssmuth gemeinsam mit seinen Vorstandskollegen Dieter Gobbers und Hans Hermann Henrix diese Mitteleuropastiftung, die das Ziel verfolgt, die Bedeutung der vier Visegrád-Staaten Polen, Slowakei, Tschechien und Ungarn mit ihren spezifischen Leistungen für die friedlichen Revolutionen und die nachfolgenden Transformationsprozesse öffentlich bewusst zu machen, für nachfolgende Generationen zu verorten und für die Zukunft aus diesen Jahrhundertereignissen zu lernen.

## Ehrungen
Im September 2017 wurde er vom Landschaftsverband Rheinland mit dem Rheinlandtaler ausgezeichnet.

## Familie
Hans Süssmuth war seit 1964 mit der ehemaligen Bundesministerin und Präsidentin des Deutschen Bundestages Rita Süssmuth verheiratet, mit der er eine Tochter hat. Er starb am 26. September 2020 nach längerer Krankheit.

## Werke (Auswahl)
Hans Süssmuth veröffentlichte zahlreiche grundlegende Publikationen zur Didaktik der Geschichte. Weitere Arbeitsfelder waren: Theorien in der Geschichtswissenschaft, Mediengeschichte, Länderimageforschung, DDR- und Deutschlandforschung sowie Mitteleuropastudien.

### Monografien
- Studien zur Utopia des Thomas Morus. Ein Beitrag zur Geistesgeschichte des 16. Jahrhunderts. Aschendorff, Münster 1967.
- Geschichtsdidaktik. Eine Einführung in Aufgaben und Arbeitsfelder. Vandenhoeck und Ruprecht, Göttingen 1980, ISBN 3-525-33436-2.
- Kleine Geschichte der CDU-Frauen-Union. Erfolge und Rückschläge 1948–1990. Nomos, Baden-Baden 1990, ISBN 3-7890-2166-0.
- Deutschlandbilder in Europa. ZV, Bonn 1995, ISBN 3-929122-13-8.
- mit Max Plassmann: Heinrich-Heine-Universität Düsseldorf. Von der Gründung bis zur Exzellenz. Düsseldorf University Press, Düsseldorf 2015, ISBN 3-943460-73-8.
- mit Hans Hecker und Leo Peters: Der Internationale Adalbert-Preis für Frieden, Freiheit und Zusammenarbeit in Europa Preisträger 1995–2015. Düsseldorf 2017, ISBN 978-3-95758-030-6.

### Herausgeberschaft
- Geschichtsunterricht ohne Zukunft? Zum Diskussionsstand der Geschichtsdidaktik in der Bundesrepublik Deutschland (= Anmerkungen und Argumente zur historischen und politischen Bildung. Bd. 1.1 u. 1.2). 2 Bände. Klett, Stuttgart 1972.
- Historisch-politischer Unterricht. Planung und Organisation (= Anmerkungen und Argumente zur historischen und politischen Bildung. Bd. 7.1). Klett, Stuttgart 1973, ISBN 3-12-927460-X.
- Historisch-politischer Unterricht. Medien (= Anmerkungen und Argumente zur historischen und politischen Bildung. Bd. 7.2). Klett, Stuttgart 1973. ISBN 3-12-927470-7.
- mit Günter C. Behrmann und Karl-Ernst Jeismann: Geschichte und Politik. Didaktische Grundlegung eines kooperativen Unterrichts. Schöningh, Paderborn 1978, ISBN 3-506-15100-2.
- mit Erhard Forndran und Hans J. Hummell: Studiengang Sozialwissenschaften. Zur Definition eines Faches. Schwann, Düsseldorf 1978, ISBN 3-590-18031-5
- Soziale Studien in der Grundschule. Schwann, Düsseldorf 1980, ISBN 3-590-18033-1.
- Geschichtsdidaktische Positionen. Bestandsaufnahme und Neuorientierung. Schöningh, Paderborn 1980, ISBN 3-506-99262-7.
- mit Jörn Rüsen: Theorien in der Geschichtswissenschaft. Schwann, Düsseldorf 1980, ISBN 3-590-18032-3.
- mit Siegfried Quandt: Historisches erzählen. Formen und Funktionen. Vandenhoeck und Ruprecht, Göttingen 1982, ISBN 3-525-33475-3.
- Historische Anthropologie. Der Mensch in der Geschichte. Vandenhoeck und Ruprecht, Göttingen 1984, ISBN 3-525-33497-4.
- mit Karl Pellens und Siegfried Quandt: Geschichtskultur – Geschichtsdidaktik. Internationale Bibliographie. Schöningh, Paderborn 1984, ISBN 3-506-15103-7.
- Das Luther-Erbe in Deutschland. Droste. Düsseldorf 1985, ISBN 3-7700-0682-8.
- Wie geht es weiter mit Deutschland? Politische Gespräch am 24./25. Januar 1990. Nomos, Baden-Baden 1990, ISBN 3-7890-1980-1.
- Geschichtsunterricht im vereinten Deutschland. Auf der Suche nach Neuorientierung. 2 Bände. Nomos, Baden-Baden 1991, ISBN 3-7890-2302-7, ISBN 3-7890-2303-5.
- mit Bernhard Boll und Volker Schulze: Zeitungsland Nordrhein-Westfalen. Geschichte – Profile – Struktur. Zeitungs-Verlag, Bonn 1993, ISBN 3-929122-02-2.
- Deutschlandbilder in Polen und Rußland, in der Tschechoslowakei und in Ungarn. Nomos, Baden-Baden 1993, ISBN 3-7890-3202-6.
- mit Karl Pellens und Siegfried Quandt: Historical Culture - Historical Communication. Verlag Moritz Diesterweg, Frankfurt 1994, ISBN 3-88-304-283-8.
- mit Julius H. Schoeps und Alfons Silbermann: Franz Oppenheimer: Gesammelte Schriften Band 1: Theoretische Grundlegung. Akademie-Verlag, Berlin 1995, ISBN 3-05-002673-1.
- mit Julius H. Schoeps und Alfons Silbermann: Franz Oppenheimer: Gesammelte Schriften. Band 2: Politische Schriften. Akademie-Verlag, Berlin 1996, ISBN 3-05-002876-9.
- Deutschlandbilder in Dänemark und England, in Frankreich und in den Niederlanden. Nomos, Baden-Baden 1996, ISBN 3-7890-3541-6.
- mit Julius H. Schoeps und Alfons Silbermann: Franz Oppenheimer: Gesammelte Schriften. Band 3: Schriften zur Marktwirtschaft. Akademie-Verlag, Berlin 1998, ISBN 3-05-003156-5.
- Transformationsprozesse in den Staaten Ostmitteleuropas 1989–1995 (= Schriften der Adalbert-Stiftung-Krefeld. Bd. 5). Nomos, Baden-Baden 1998, ISBN 3-7890-5082-2.
- mit Klaus Beckmann: Die Europäische Union als Brücke zwischen den Menschen der Adalbert-Länder Ungarn und Slowakei, Andrássy-Abhandlungen. Verlag Andrássy-Universität Budapest, Budapest/Krefeld 2006, ISBN 963-87301-3-7.
- Polen 2008. Kurswechsel mit Donald Tusk. Beiträge von Władysław Bartoszewski, Elmar Brok, Basil Kerski, Adam Krzemiński, Marek Prawda, Angelica Schwall-Düren, Gesine Schwan, Donald Tusk, Hans Süssmuth u. a. düsseldorf university press, Düsseldorf 2008, ISBN 978-3-940671-03-5.
- Árpád Göncz. Ungarischer Freiheitskämpfer und Staatspräsident. düsseldorf university press, Düsseldorf 2013, ISBN 978-3-943460-39-1.
- Das Denkmal in Berlin. düsseldorfer university press, Düsseldorf 2018 ISBN 978-3-95758-057-3

### Aufsätze
- Idee und Wirklichkeit des Heiligen Krieges. In: Internationales Jahrbuch für Geschichts- und Geographieunterricht, Band X, Braunschweig 1965/1966, S. 5–48.
- „Heiliger Krieg“ – Barriere des Friedens. In: Saeculum XXII, Heft 4 (1971), S. 387–401.
- Lernziele und Curriculumelemente eines Geschichtsunterrichts nach strukturierendem Verfahren. In: BpB (Hrsg.), Lernziele und Stoffauswahl in politischen Unterricht, Bonn 1972, S. 37–83.
- Der Beitrag der Geschichtswissenschaft zum Studium des Unterrichtsfaches Sozialwissenschaften. In: E.Forndran, H. H. Hummell, H. Süssmuth, Studiengang Sozialwissenschaften: Zur Definition eines Faches, Düsseldorf 1978, S. 63–136.
- Historische Sozialwissenschaft und Historische Anthropologie. In: Jörn Rüsen, Hans Süssmuth (Hrsg.), Theorien in der Geschichtswissenschaft, Düsseldorf 1980, S. 138–173.
- Strukturgeschichte und Geschichtsdidaktik. Impulse zu einer geschichtsdidaktischen Neuorientierung. In: Geschichtsdidaktische Positionen. Bestandsaufnahme und Neuorientierung. Schöningh, Paderborn 1980, S. 121–177.
- Curriculum Development in Political Education. A Report on the Federal Republic of Germany. In: Teaching Political Science, Vol. 6, No. 3, April 1981, S. 363–384.
- Geschichtsunterricht in den USA. Herausforderungen und Antworten, In: Internationale Schulbuchforschung 4, 1982, S. 215–235.
- Kontinuität und Neuorientierung in den Social Studies in den USA. In: Aus Politik und Zeitgeschichte. Beilage zur Wochenzeitung "Das Parlament", Band 4, 1982, S. 25–37.
- Erzählte Geschichte in der Massenpresse. In: Siegfried Quandt, Hans Süssmuth (Hrsg.): Historisches erzählen. Formen und Funktionen, Göttingen 1982, S. 171–203.
- Geschichte und Anthropologie. In: Hans Süssmuth (Hrsg.): Historische Anthropologie. Der Mensch in der Geschichte, Göttingen 1984, S. 5–18.
- Vom Umgang der Deutschen mit ihrer Geschichte. Das Luther-Jubiläum 1983. In: Universität Düsseldorf (Hrsg.): Jahrbuch der Universität Düsseldorf 1981-1983, Düsseldorf 1984, S. 210–226.
- Martin Luther 1983 in beiden deutschen Staaten. In: Hans Süssmuth (Hrsg.): Das Luther-Erbe in Deutschland. Droste. Düsseldorf 1985, S. 16–40.
- Luther im Zugriff des Fernsehens. Zwischen kritischer Deutung und Vermittlung traditioneller Klischees. In: Hans Süssmuth (Hrsg.): Das Luther-Erbe in Deutschland. Droste. Düsseldorf 1985, S. 337–361.
- Das Luther-Jubiläum 1983. Zum Zusammenhang von Geschichte und Öffentlichkeit. In: Jahrbuch der Religionspädagogik 1,1985, S. 147–159.
- Die Deutsche Frage und die Friedenssicherung in Europa, In: Historisches Seminar der Universität Düsseldorf (Hrsg.): Frieden in Geschichte und Gegenwart, Düsseldorf 1985, S. 175–192.
- Die DDR 1989/90. Revolution und Demokratischer Neuanfang, In: Ulrich Kleiner (Hrsg.): Verwalten ist Gestalten. Festschrift für Armin Danko, Düsseldorf 1990, S. 419–420.
- Kontinuitäten im Wandel – Deutschlandbilder in Ost- und Westeuropa. In: Tel Aviver Jahrbuch für deutsche Geschichte XXVI, Gerlinge 1997, S. 215–233.
- Das Land Nordrhein-Westfalen. Entstehungsgeschichte und britische Pressepolitik. In: Bernhard Boll, Volker Schulze, Hans Süssmuth: Zeitungsland Nordrhein-Westfalen. Geschichte – Profile – Struktur. Zeitungs-Verlag, Bonn 1993, S. 13–33.
- Historical Communication and the Didactics of History: Federal Republic of Germany. In: Karl Pellens, Siegfried Quandt, Hans Süssmuth: Historical Culture - Historical Communication. Frankfurt 1994, S. 183–222.
- mit Gordon R. Mork: Historical Communication and the Didactics of History: The United States of America. In: Karl Pellens, Siegfried Quandt, Hans Süssmuth: Historical Culture - Historical Communication, Frankfurt 1994, S. 345–366.
- mit Christoph Peters: Die Vereinigung Deutschlands im Spiegel englischer Tageszeitungen. In: Hans Süssmuth (Hrsg.): Deutschlandbilder in Dänemark und England, in Frankreich und in den Niederlanden. Nomos, Baden-Baden 1996, S. 267–280.
- The Interaction of Structure and Personality as a Methodological Challenge for German Historical Science. In: Rudi Keller, Karl Menges: Emerging Structures in Interdisciplinary Perspective, Türbingen, Basel 1997, S. 15–26.
- Revolution, Transformation, Europäische Integration. Zum Weg der Staaten Ostmitteleuropas seit 1989. In: Hans Süssmuth (Hrsg.): Transformationsprozesse in den Staaten Ostmitteleuropas 1989-1995, Düsseldorf, 1998, S. 11–30.
- mit Detlev Riesner: Die Gründung des Wissenschaftsverlags düsseldorf university press GmbH. In: H. Michael Piper (Hrsg.): Jahrbuch der Heinrich-Heine-Universität Düsseldorf 2010, Düsseldorf 2011, S. 709–721.
- Árpád Göncz im Kontext verstehen. Ein politisches Portrait, In:Hans Süssmuth (Hrsg.): Árpád Göncz. Ungarischer Freiheitskämpfer und Staatspräsident. düsseldorf university press, Düsseldorf 2013, S. 10–49.